# Посёлок Маршала Жукова
Ма́ршала Жу́кова — посёлок в Курском районе Курской области. Входит в состав Клюквинского сельсовета.

## География
Находится в центре региона, в южной части района, при реке Сейм, в 8 км к востоку от Курска. К югу от посёлка находится деревня Дурнево. В 1,8 километрах со стороны северо-запад от посёлка находится посёлок Подлесный.
Климат
Посёлок Маршала Жукова, как и весь район, расположен в поясе умеренно континентального климата с тёплым летом и относительно тёплой зимой (Dfb в классификации Кёппена).
| Показатель                                                                      | Янв. | Фев. | Март | Апр. | Май  | Июнь | Июль | Авг. | Сен. | Окт. | Нояб. | Дек. | Год  |
| ------------------------------------------------------------------------------- | ---- | ---- | ---- | ---- | ---- | ---- | ---- | ---- | ---- | ---- | ----- | ---- | ---- |
| Средний суточный максимум, °C                                                   | −4,2 | −3,2 | 2,7  | 13   | 19,4 | 22,7 | 25,4 | 24,7 | 18,2 | 10,5 | 3,3   | −1,3 | 10,9 |
| Средняя температура, °C                                                         | −6,3 | −5,8 | −0,9 | 8,2  | 14,7 | 18,4 | 21   | 20,1 | 14   | 7,2  | 1     | −3,2 | 7,4  |
| Средний суточный минимум, °C                                                    | −8,8 | −8,9 | −5   | 2,6  | 9    | 13   | 15,8 | 14,9 | 9,7  | 3,9  | −1,3  | −5,4 | 3,3  |
| Норма осадков, мм                                                               | 51   | 44   | 47   | 50   | 60   | 68   | 70   | 55   | 59   | 59   | 46    | 48   | 657  |
| Источник: Погода по месяцам c ru.climate-data.org(дата обращения: Февраль 2022) |      |      |      |      |      |      |      |      |      |      |       |      |      |

Часовой пояс
Посёлок Маршала Жукова, как и вся Курская область, находится в часовой зоне МСК (московское время). Смещение применяемого времени относительно UTC составляет +3:00.

## История
Посёлок имени Маршала Жукова был построен для расформированных воинских частей, выведенных из Германии в 1994 году.

## Население
| 2002 | 2010  | 2021  |
| ---- | ----- | ----- |
| 4723 | ↘4715 | ↘4190 |

## Уличная сеть
В посёлке имеются следующие городские кварталы: 1-й квартал, 2-й квартал, 3-й квартал, 4-й квартал, 5-й квартал и 6-й квартал.

## Инфраструктура
В посёлке базируется 53-я зенитная ракетная бригада (в/ч 32406) войск противовоздушной обороны Сухопутных войск Российской Федерации. В посёлке 160 домов.

## Транспорт
Посёлок Маршала Жукова находится в 1 км от автодороги федерального значения Р298 (Курск — Воронеж — автомобильная дорога Р22 «Каспий»; часть европейского маршрута E 38), на автодорогe межмуниципального значения 38Н-268 (Р-298 — Дурнево с подъездом к воинской части), в 3,5 км от ближайшей ж/д станции Клюква (линия Клюква — Белгород). Ходит рейсовый автобус и маршрутное такси.
В 118 км от аэропорта имени В. Г. Шухова (недалеко от Белгорода).